# 나이팅게일

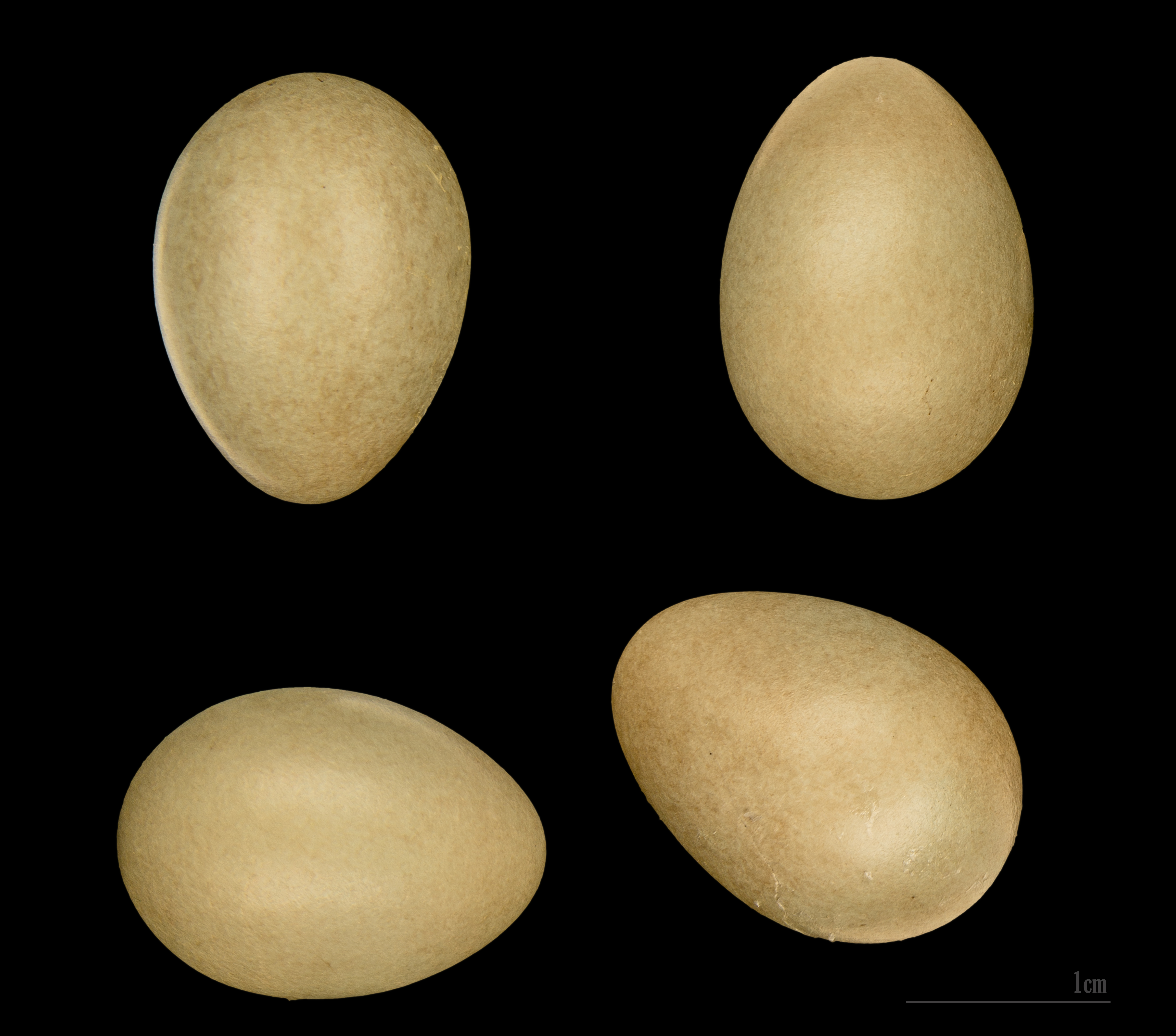
Luscinia megarhynchos

나이팅게일은 참새목에 속하는 새이다. 예전에는 지빠귀과로 분류했으나 최근에는 딱새과로 분류한다.
지빠귀과에 속하며 학명은 Luscinia megarhynchos이다. 밤꾀꼬리라고도 불린다. 유럽 서부와 중부에 분포하며 겨울은 아프리카에서 난다. 구슬픈 소리로 운다. 몸길이는 16.5cm, 날개길이는 8.5cm 정도이다. 몸 윗부분은 연한 갈색이고 허리와 꼬리는 적갈색이며, 몸 아랫면은 갈색을 띤 백색이다. 숲과 풀밭에 살며, 숲 속에서 잘 나오지 않는다. 단지 울음소리만 들릴 뿐인데 성량이 풍부하고 옥타브가 높아 다른 새가 도저히 흉내낼 수 없는 아름다운 소리를 갖는다.
둥지는 땅 위에 마른풀과 줄기를 모아 지으며 올리브 빛깔의 알을 4-6개 낳는다.